# Crime as Forgiven by Against Me!
Crime as Forgiven by Against Me!, is de tweede ep van de Amerikaanse punkband Against Me! De cd versie van het album bevat in totaal zes nummers, terwijl de vinyl versie er maar vier bevat. De cd is via Plan-It-X Records uitgebracht, en de grammofoonplaat bij het label van de band zelf, Sabot Productions. Het album werd later heruitgegeven door Sabot om de andere twee nummers er op te zetten.

## Nummers
1. "I Still Love You Julie" - 3:09
2. "What We Worked For" - 3:08
3. "Ya'll Don't Wanna Step to Dis" - 3:06
4. "Walking is Still Honest" - 3:13
5. "Impact" - 2:26
6. "Burn" - 3:09

## Band
- Laura Jane Grace - gitaar, zang
- Kevin Mahon - drums, slagwerk, zang